# Gajahkumpul
Gajahkumpul is een bestuurslaag in het regentschap Pati van de provincie Midden-Java, Indonesië. Gajahkumpul telt 1217 inwoners (volkstelling 2010).